# Montmaur, Hautes-Alpes

Montmaur este o comună în departamentul Hautes-Alpes, Franța. În 1 ianuarie 2022 avea o populație de 535 de locuitori.